# Amy Fearnside
Amy Ann Fearnside (ur. 24 marca 1994) – amerykańska zapaśniczka startująca w stylu wolnym. Zajęła trzynaste miejsce na mistrzostwach świata w 2021. Akademicka wicemistrzyni świata w 2014. Czwarta w Pucharze Świata w 2022 roku.
Zawodniczka Live Oak High School z Morgan Hill i University of Jamestown z Jamestown.